# Sérgio Morgado
Sérgio Miguel Silva Morgado (* 19. Juli 1974 in Nova Lisboa (heute Huambo), Angola) ist ein ehemaliger portugiesischer Handballspieler.

## Karriere

### Verein
Sérgio Morgado spielte bis 1995 für den portugiesischen Verein Francisco de Holanda. Anschließend wechselte der 1,90 m große Torwart zum FC Porto. Mit Porto gewann er 1999 die portugiesische Meisterschaft. Im Sommer 2001 ging er zur Associação Atlética de Águas Santas, mit der er 2002 portugiesischer Pokalsieger wurde. Nach einer Saison bei der Academia Desportiva ISAVE in Póvoa de Lanhoso beendete Morgado seine Laufbahn im Sommer 2008.
Zur Saison 2016/17 kehrte er ins Tor von Boavista Porto zurück und spielte bis 2022 für den portugiesischen Zweitligisten. Nebenbei lief er in der Saison 2017/18 für die Veteranenmannschaft des FC Porto auf.

### Nationalmannschaft
Mit der portugiesischen Nationalmannschaft nahm Morgado an den Europameisterschaften 1994 (12. Platz), 2000 (7. Platz) und 2002 (9. Platz) teil. Bei der Weltmeisterschaft 2001 erreichte er mit dem Team den 16. Platz, bei der Weltmeisterschaft 2003 den 12. Rang. Insgesamt bestritt er 127 Länderspiele.

## Privates
Sein Bruder Paulo Morgado war ebenfalls Handballnationaltorwart. Gemeinsam nahm man an der Euro 2000 und der WM 2001 teil. Seine Söhne Francisco und Gonçalo spielen auch Handball.